# Brigade irlandaise du Transvaal
Cet article possède un paronyme, voir Brigade irlandaise (homonymie).
La Brigade irlandaise du Transvaal est une unité de commandos irlandais, volontaires engagés pour mener une guerre de guérilla aux côtés des Boers contre les forces britanniques pendant la Seconde Guerre des Boers (1899-1902).

## Première brigade
La brigade irlandaise du Transvaal, également connue sous le nom de Wreckers ’Corps (Corps des Démolisseurs), est créée par John MacBride, qui travaillait dans les mines d’or en Afrique du Sud. La majeure partie de la brigade, qui avait plutôt les effectifs d’un bataillon, se compose de mineurs irlandais ou américano-irlandais vivant au Transvaal et souhaitant combattre avec les Boers contre les Britanniques. Au cours de sa campagne, la brigade est renforcée par un contingent de volontaires venus de Chicago et par des volontaires irlandais venus d’Amérique et d’Irlande.
Des Irlandais combattent également du côté de l’armée britannique durant la guerre des Boers, qui fut l’un des moments de l’histoire irlandaise qui vit s’affronter des Irlandais aux engagements opposés. Ils ont combattu les uns contre les autres.
John MacBride a décrit sa propre expérience de direction de la Brigade, rapportée dans l’ouvrage d’Anthony J. Jordan’s. La brigade est également connue sous le nom de Brigade MacBride, d’après le nom de son commandant et fondateur.
L’unité participe à environ 20 combats entre septembre 1899 à septembre 1900, période durant laquelle elle est opérationnelle. Ses pertes sont de 18 morts et environ 70 blessés sur un effectif total d’environ 300 hommes. Après sa dissolution, la plupart des hommes se rendent au Mozambique, une colonie du Portugal, pays qui avait conservé sa neutralité. Le colonel John Y. F. Blake (en), un ancien officier de l’armée américaine, commande la brigade jusqu’à ce qu’il soit blessé. Il est alors remplacé par son commandant en second, le major John MacBride,.
Avant le Siège de Ladysmith, les commandos sont chargés de protéger des unités d’artillerie sous la direction de Carolus Johannes Trichardt. La brigade a également fourni un service de signaleur à la bataille de Modderspruit (en).
Au siège de Ladysmith, ils servent la célèbre pièce d’artillerie boer, le 155 mm Creusot Long Tom (en), appelé Long Tom, et se battent lors de la bataille de Colenso. La plupart des soldats de la brigade, ouvriers travaillant dans les mines d’or, jouissent d’une réputation d’experts en démolition. Ils parviennent à retarder l’avance britannique sur Pretoria en faisant sauter des ponts. La brigade est dissoute après la bataille de Bergendal.
Avant de quitter l’Afrique du Sud, l’unité reçoit des lettres de remerciement du secrétaire d’État Francis William Reitz, du commandant général Louis Botha et du général Barend Viljoen (en).

## Deuxième brigade
Une deuxième brigade irlandaise est formée en janvier 1900 par d’anciens membres de la brigade irlandaise du Transvaal. L’ancien correspondant du quotidien français Le Journal, Arthur Lynch (en), prend le commandement de l’unité. La brigade compte 40 à 150 commandos de diverses origines ethniques, dont notamment des Irlandais, des Australiens, des Grecs, des Allemands, des Boers et des Italiens,.
La brigade reste attachée au commandement du général Lukas Johannes Meyer dans le Natal et se retira au col de Laing après le siège de Ladysmith. La brigade combat à l’arrière-garde lors de la retraite de Ladysmith à Glencoe (Afrique du Sud).
La brigade reçoit ensuite l’ordre de rallier Vereeniging, mais est dissoute alors qu’elle stationne à Johannesburg. Après la dissolution de la brigade, Arthur Lynch et quelques Irlandais rejoignent divers commandos qui poursuivent les combats le long de la rivière Vaal.